# 拉德斯庫維耶爾塔
18°34′12″N 71°43′48″W / 18.57000°N 71.73000°W
拉德斯庫維耶爾塔（西班牙語：La Descubierta），是多明尼加共和國的城鎮，位於該國西南部，由獨立省負責管轄，面積206.85平方公里，2012年人口6,990，人口密度每平方公里34人。